# Роньшин, Валерий Михайлович
Валерий Михайлович Роньшин (род. 19 июля 1958, Лиски) — российский писатель.

## Биография
Окончил Петрозаводский государственный университет по специальности «история» и Литературный институт имени А. М. Горького по специальности «литературное творчество». Дебютировал как прозаик в журнале «Континент» (1992). Пишет как для детей, так и для взрослых. Автор более 60 книг. Книги выходили в издательствах: АСТ, ДРОФА, МАХАОН, ЭКСМО, ЭГМОНТ, РОСМЭН, АЗБУКА, НОВОСТИ, ПЕРЕХОД, БЕЛЫЙ ГОРОД, ИМА-ПРЕСС, МАСТЕР-КЛАСС, ГЛАС, ФЕНИКС и др.
Публиковался в журналах «Знамя», «Дружба народов», «Октябрь», «Огонёк», «Нева», «Юность»; «Трамвай», «Жили-были», «Костёр», «Кукумбер» и пр.
Его произведения переведены на английский, французский, немецкий, китайский и др. языки. Имеются аудиокниги, радиоспектакли, театральные постановки. На основе нескольких детских сказок сняты анимационные фильмы. Автор сценария телевизионного сериала «Как стать звездой−2», снятого на Санкт-Петербургском телевидении.
- Премия В. П. Катаева (за книги для взрослых).
- Орден Кота Учёного (за книги для детей).
- Премия «Золотой телёнок» «Литературной Газеты» («Клуба 12 стульев») (2007).
- Лауреат премии «Заветная мечта».
- Лауреат премии «Книгуру».
- Дважды лауреат премии «Новая детская книга».

Живёт в Санкт-Петербурге.

## Избранная библиография
- Белоснежка идёт по следу[3]
- Даша и людоед: Страшилки и другие правдивые истории
- Детский садик № 13[4]
- Ловушка для Буратино[3]
- Месть трёх поросят[3]
- Миссия Говорящей Головы
- Операция «Спящая Красавица»[3]
- Отдай своё сердце[5]
- Охота за Красной Шапочкой[3]
- Руки вверх, Синяя Борода![3]
- Схватка с Кощеем Бессмертным[3]
- Тайна зефира в шоколаде[6]
- Тайна африканского колдуна[6]
- Тайна кремлёвского водопровода[6]
- Тайна одноглазой Джоконды[3]
- Тайна танцующей коровы[6]
- Тайна прошлогоднего снега[6]
- Осенний карнавал смерти
- Осенний карнавал смерти/2
- И мы были… и мы любили…
- Односторонность
- Оригинал Хохолкин
- Не рьяно
- Белиберляндия
- Былое — мгла
- Андерсен
- Ренуар
- Корабль, идущий в Эльдорадо